# Migalhas
Migalhas é um jornal online brasileiro criado em 13 de novembro de 2000, especializado em notícias e artigos jurídicos, políticos e econômicos para os operadores do Direito. O website promove serviços para advogados freelancers (correspondentes), realiza eventos da área jurídica e publica livros por meio da Editora Migalhas.

## História
O Migalhas foi fundado em 13 de novembro de 2000 pelo advogado, jornalista e escritor Miguel Matos, atualmente CEO da empresa, que enviava e-mails com as notícias que julgava serem mais relevantes para alguns amigos. Posteriormente, essa curadoria de matérias se transformou em uma newsletter e, em 13 de setembro de 2002, surgiu o site Migalhas, o primeiro veículo especializado na cobertura do Judiciário brasileiro.
Além do portal de notícias, que alcança cerca de 1,5 milhão de pessoas diariamente, e da newsletter, que chega a 650 mil leitores cadastrados, em julho de 2005 o Migalhas criou um serviço de correspondentes, isto é, um banco de dados que conecta profissionais que prestam serviços jurídicos a outros advogados e empresas que não podem estar presencialmente para realizar diligências. Em agosto do mesmo ano, também criou um canal de Web TV, a TV Migalhas, para a produção de conteúdos audiovisuais, e a Editora Migalhas, que possui mais de 160 livros publicados.

### Editora Migalhas
A Editora Migalhas faz coletâneas de grandes escritores e advogados brasileiros, publica novos títulos assinados por juristas e advogados, livros de história e também livros técnicos de direito. Ao todo, já foram impressos mais de 160 títulos diferentes. Um deles, o Migalhas de Rui Barbosa, por exemplo, teve trechos seus usados no preâmbulo do pedido de impeachment da ex-presidente Dilma Rousseff feito pela deputada Janaina Paschoal e pelos juristas Hélio Bicudo e Miguel Reale Júnior. O mais recente livro do ministro do Supremo Tribunal Federal Luís Roberto Barroso, sobre os 30 anos da Constituição, também foi publicado pela Editora Migalhas.

## Notoriedade
Atualmente, o portal Migalhas é fomentador de notícias jurídicas do Broadcast Político da Agência Estado, além de ser referência para os operadores do Direito e fonte jurídica para os principais veículos de comunicação como, por exemplo, O Estado de S. Paulo Folha de S.Paulo, UOL, CNN, entre outros. Em 2020, o portal foi citado como fonte de uma questão do Exame Nacional do Ensino Médio. De forma recorrente, órgãos oficiais, escritórios de Direito e autoridades judiciais referenciam o Migalhas em seus respectivos sites e páginas.

## Prêmios
Em outubro de 2021, o Migalhas ganhou o 2º lugar no prêmio Justiça do Trabalho de Jornalismo, do Tribunal Superior do Trabalho (TST). A jornalista Juliana do Prado foi premiada pela reportagem Justiça do Trabalho aperfeiçoa uso de provas digitais.